# Napoletano RMX
Napoletano RMX è un singolo del rapper italiano Baby Gang, pubblicato il 4 agosto 2023 come primo estratto dalla riedizione del secondo album in studio Innocente.

## Descrizione
Il brano è stato realizzato in collaborazione con il collettivo hip hop napoletano SLF. Si tratta di un remix della traccia Napoletano contenuta nella versione standard dell'album.

## Tracce
1. Napoletano RMX (feat. SLF) – 2:57